# Francis Ronsin
Francis Ronsin, né le 27 mars 1943 à Paris, et mort le 18 juin 2019 à Clichy, est un historien français spécialiste de l'histoire du couple et de la famille à l'époque contemporaine.
De 1993 à 2005, il travaille à l'université de Bourgogne à Dijon en tant que professeur d'histoire contemporaine.

## Biographie
Francis Ronsin devient docteur en histoire en 1974 avec une thèse intitulée Mouvements et courants néo-malthusiens en France. Il la complète en 1988 avec un doctorat d'État ès lettres et sciences humaines soutenue à Paris VII s’intitulant Du divorce et de la séparation de corps en France au XIXe siècle, sous la direction de Michelle Perrot.
Il enseigne comme maître de conférences à l’université Paris VII de 1986 à 1993, date à laquelle il devient professeur d’histoire contemporaine à l’université de Bourgogne, jusqu’à son départ à la retraite en 2005.
De sa première thèse, il rédige l'ouvrage publié chez Casterman La Grève des ventres. Propagande néo-malthusienne et baisse de la natalité française, XIXe – XXe siècles en 1980 tandis qu'il adapte sa thèse d'État dans un livre intitulé Les divorciaires : affrontements politiques et conceptions du mariage dans la France du XIXe siècle, paru en 1992 chez Aubier.
Francis Ronsin meurt le 18 juin 2019. Ses cendres sont dispersées au cimetière du Père-Lachaise le 25 juin.

## Travaux
On retrouve dans les travaux de Francis Ronsin les thèmes de la démographie, de la sexualité et de la famille. Par ailleurs, il a souvent abordé ces thématiques avec le prisme des mouvements sociaux et des classes ouvrières, en témoigne la création de son séminaire « Socialisme et sexualité ». Il s’inscrit donc dans la tradition historiographique de l’histoire de la famille et de la sexualité, et aussi dans celles de l’histoire des femmes et de la population. 
Sa thèse d'État sur les divorciaires constitue la principale étude historique sur le rétablissement du divorce en France. La troisième partie de cette thèse, s'intitulant « Alfred Naquet et le rétablissement du divorce », revient sur les trois projets de loi en faveur du retour du divorce déposé par ce député. Francis Ronsin avance l'idée que Naquet a dû abandonner le principe du consentement mutuel afin de rendre son projet de loi plus facilement acceptable par ses pairs. Il écrit qu'entre les différents projets de loi il s'agit d'un passage entre « un idéal de liberté » à un « héritage du code civil misogyne ». De la même façon, Ronsin avance que Naquet s'est éloigné de milieux féministes et de ceux qui prônaient le divorce en faveur de l'émancipation des femmes — tels Léon Richer ou Charles Fauvety — afin de supprimer des attaches qu'il jugeait gênantes pour la crédibilité de son projet.
Le journaliste Olivier Cyran note que le livre de Francis Ronsin La Guerre et l'Oseille, concernant le comportement des milieux d'affaires pendant l'Occupation, « a été scrupuleusement ignoré par les grands médias, soucieux de ne pas abuser du "devoir de mémoire". »

## Publications
- La Grève des ventres : propagande néo-malthusienne et baisse de la natalité française, XIXe – XXe siècles, Paris, Aubier-Montaigne, 1980
- Le Contrat sentimental : débats sur le mariage, l'amour, le divorce, de l'Ancien régime à la Restauration, Paris, Aubier, 1990
- Avec Roger-Henri Guerrand : Le Sexe apprivoisé : Jeanne Humbert et la lutte pour le contrôle des naissances, Paris, Ed. la Découverte, 1990
- Les Divorciaires : affrontements politiques et conceptions du mariage dans la France du XIXe siècle, Paris, Aubier, 1992
- Avec Hervé Le Bras et Élisabeth Zucker-Rouvillois : Démographie et politique [séminaire international, Amsterdam, octobre 1995], Dijon, EUD, Éd. universitaires de Dijon, 1997
- La Population de la France de 1789 à nos jours : données démographiques et affrontements idéologiques, Paris, Seuil, 1997
- La guerre et l'oseille : Une lecture de la presse financière française (1938-1945), Syllepse, 2003